# Ischnura sanguinostigma
Ischnura sanguinostigma là một loài chuồn chuồn kim trong họ Coenagrionidae.
Ischnura sanguinostigma được miêu tả khoa học năm 1953 bởi Fraser.